# غوردون موراي شيبرد
غوردون موراي شيبرد (بالإنجليزية: Gordon M. Shepherd)‏ هو عالم وعالم أعصاب أمريكي، ولد في 1933.

## وصلات خارجية
- الموقع الرسمي